# 譜圖論
數學上，譜圖論（英語：spectral graph theory）是圖論的分支，研究图的性質與其邻接矩阵、调和矩阵等的特徵多項式、特征值和特征向量有何關聯。{\displaystyle n}個頂點的圖，其鄰接矩陣是{\displaystyle n\times n}矩陣，各分量分別以{\displaystyle 0}或{\displaystyle 1}表示對應的兩頂點之間是否有連邊。簡單無向圖的鄰接矩陣是實對稱矩陣，從而可正交對角化，其特徵值皆是實代數整數。
雖然鄰接矩陣取決於如何標記頂點以作排序，但是矩阵的谱是圖不變量，不取決於標記方式。（不過也不是完備不變量，不足以完全刻畫圖的全部性質。）
譜圖論亦關注藉圖的矩陣特徵值重數定義的參數，如科蘭·德韋迪耶爾數。

## 共譜圖
兩幅圖稱為「共譜」（cospectral）或「等譜」（isospectral），意思是兩者的鄰接矩陣等譜，特徵值不僅數值相等，連重數也一樣，即組成的多重集相等。

兩個共譜九面體，最小的一對共譜多面体图

共譜圖不必同構，但同構圖必然共譜。

### 獨有的譜
圖{\displaystyle G}由譜決定（determined by its spectrum），意思是具有該譜的圖必與{\displaystyle G}同構。簡單例子包括：
- 完全圖
- 有限星狀樹（英语：starlike tree），即恰有一個頂點度數大於{\displaystyle 2}的樹。

### 共譜配偶
若一對圖具有相同的譜，但是不同構，則稱為「共譜配偶」（cospectral mates）。最小一對共譜配偶是{\displaystyle \{K_{1,4},C_{4}\sqcup K_{1}\}}，前者是五個頂點的星，而後者是四個頂點的環，與獨一個頂點的不交並，如考拉茲和西诺戈维茨於1957年所述。最小一對多面體共譜配偶是兩個八頂點的九面體。

### 尋找共譜圖
幾乎所有树皆會與另一樹共譜。換言之，隨頂點數增加，有共譜樹的樹所佔比率趨於{\displaystyle 1}。一對正則圖共譜當且僅當其補圖亦共譜。一對距離正則圖共譜，當且僅當其相交陣列相等。
共譜圖亦可藉砂田方法構造。尚有另一類共譜圖，來自各種點線幾何。此種幾何中，以各點為頂點，有直線過兩點則連邊，可得「點共線圖」（point-collinearity graph）。反之，以直線為頂點，兩直線相交則連邊，可得「線相交圖」（line-intersection graph）。兩幅圖必共譜，但經常不同構。

## 奇格不等式
黎曼几何中，對於緊黎曼流形{\displaystyle M}，有等周定理的推廣，稱為奇格不等式。其斷言，{\displaystyle n}維區域{\displaystyle A\subseteq M}的體積一定時，邊界{\displaystyle \partial A}的面積不能太小，相比{\displaystyle A}的體積，比例常數有某個下界，與拉普拉斯－貝爾特拉米算子的特徵值有關。此不等式在圖論的離散情況下有類比，拉－貝二氏算子對應的概念是拉氏矩陣。譜圖論的奇格不等式在算法方面有應用，因為藉由拉氏算子的第二特徵值，可以估算圖的最小割之值。

### 奇格常數
图的奇格常數（Cheeger constant），或作奇格數（Cheeger number）、等周數（isoperimetric number），直觀理解是用作衡量該圖是否有「瓶頸」。多個學科需要衡量瓶頸程度，所以其用途包括：建造非常連通的计算机网络、洗牌、低維拓撲（尤其研究雙曲3流形時）。
對於一幅{\displaystyle n}個頂點的圖{\displaystyle G}，奇格常數{\displaystyle h(G)}的定義，可用符號寫成：
{\displaystyle h(G)=\min _{0<|S|\leq {\frac {n}{2}}}{\frac {|\partial (S)|}{|S|}}.}
式中的最小值取遍一切大小不過半的非空頂點集合{\displaystyle S}，而{\displaystyle \partial (S)}表示{\displaystyle S}的邊邊界（edge boundary），即恰有一端屬{\displaystyle S}的邊所組成的集。

### 不等式敍述
當{\displaystyle G}為{\displaystyle d}正則時，{\displaystyle h(G)}與度數及第二特徵值之差{\displaystyle d-\lambda _{2}}（又稱「譜隙」）有關。多久克及阿隆、米爾曼二人分別獨立證出以下不等式：
{\displaystyle {\frac {1}{2}}(d-\lambda _{2})\leq h(G)\leq {\sqrt {2d(d-\lambda _{2})}}.}
此不等式與马尔可夫链的奇格界密切相關，亦是黎曼几何中，奇格不等式的離散變式。
更一般情況，可考慮連通圖{\displaystyle G}，不必正則，此時金芳蓉的書:35中有另一條不等式：
{\displaystyle {\frac {1}{2}}{\lambda }\leq {\boldsymbol {h}}(G)\leq {\sqrt {2\Delta \lambda }},}
式中{\displaystyle \lambda }是（未歸一的）拉氏算子最小非平凡特徵值，{\displaystyle \Delta }是最大度，而{\displaystyle {\boldsymbol {h}}(G)}是經歸一化的奇格常數：
{\displaystyle {\boldsymbol {h}}(G)=\min _{\emptyset \not =S\subset V(G)}{\frac {|\partial (S)|}{\min({\mathrm {vol} }(S),{\mathrm {vol} }({\bar {S}}))}},}
其中{\displaystyle {\mathrm {vol} }(Y)}表示{\displaystyle Y}中各頂點的度數和。

## 霍夫曼-德爾薩特不等式
對正則圖的獨立集大小，可用特徵值計算出一個上界，最先由艾倫·霍夫曼和菲利浦·德爾薩特（Philippe Delsarte）證明。不等式的敍述如下：

設{\displaystyle G}是{\displaystyle n}個頂點的{\displaystyle k}正則圖，且最小一個特徵值為{\displaystyle \lambda _{\mathrm {min} }}，則{\displaystyle G}的獨立數
{\displaystyle \alpha (G)\leq {\frac {n}{1-{\frac {k}{\lambda _{\mathrm {min} }}}}}.}

此上界應用在合適的圖上，就能以代數方式證明艾狄胥-柯-雷多定理，以及有關有限域上子空間相交族的類似定理。
對於一般不必正則的圖，考慮歸一化拉氏矩陣的最大特徵值{\displaystyle \lambda '_{\mathrm {max} }}，也能推導出類似的結論：
{\displaystyle \alpha (G)\leq n\left(1-{\frac {1}{\lambda '_{\mathrm {max} }}}\right){\frac {\Delta (G)}{\delta (G)}},}
式中{\displaystyle \Delta (G)}和{\displaystyle \delta (G)}分別表示{\displaystyle G}的最大度和最小度。此為另一不等式:109的特例：對於任意獨立集{\displaystyle X}，有
{\displaystyle {\mathrm {vol} }(X)\leq \left(1-{\frac {1}{\lambda '_{\mathrm {max} }}}\right){\mathrm {vol} }(V(G)),}
其中{\displaystyle {\mathrm {vol} }(Y)}代表集合{\displaystyle Y}中所有頂點的度數之和。

## 沿革
譜圖論在1950年代至1960年代逐漸出現。图论有研究圖的結構與譜性質之間有何聯繫，除此之外，量子化学研究亦是另一源頭，但兩個方向的研究互不流通，要到很後期才合而為一。1980年茨維特科維奇、杜布、薩克斯的專著《圖之譜》概括了當時本領域的多數研究，其後由1988年《圖譜論之近期成果》和《圖之譜》1995年第三版再次更新。2000年代，砂田利一開創離散幾何分析，並加以發展。此領域處理譜圖論的方式，是利用加權圖的離散拉氏算子，在形狀分析等領域有應用。近來，譜圖論應用廣泛，用於分析一些現實（如信號處理時）可能會遇到的圖。